# Per Jørgensen
Per Jørgensen (né le 19 septembre 1952) est un trompettiste norvégien.

## Biographie
Per Jørgensen se fait une place sur la scène jazz de Bergen dans les années 1970 avec des réalisations musicales significatives dans des groupes tels que Danmarksplass Rock og Jazz, un précurseur du Ny Bris de Dag Arnesen, (trompette et chant) avec le jeune saxophoniste Olav Dale de Voss et le guitariste de Bergen Ole Thomsen, tous deux devenus des membres clés du Bergen Big Band, Bergen Blues Band (guitare et chant) (1974-1985), et joue avec le Quintet de Knut Kristiansen (chant et trompette), ainsi qu'avec d'autres orchestres de la ville. Il participe également à la Gambian/Norwegian Friendship Orchestra, qui se poursuit avec l'Orchestre Miki N'Doye (Tuki, 2006).
Depuis 1990, il dirige le trio JøKleBa avec Audun Kleive et Jon Balke sur plusieurs enregistrements, ainsi que le trio J.I.G. avec Terje Isungset et Ole Amund Gjersvik (1992-). Jørgensen participe également à des enregistrements et à des tournées avec Marilyn Mazur and Pulse Unit, l'orchestre de Jon Balke, Eldbjørg Raknes, Knut Kristiansen, Jan Gunnar Hoff, Berit Opheim, Svein Folkvord (pour Vossajazz 2004), Edvard Askeland (pour Vossajazz 2005), Kari Bremnes, Cæcilie Norby et Terje Isungset.
En trio et en duo avec le guitariste Tobias Sjögren, il publie The Thule Spirit (1996) et Unspoken Songs (Curling Legs, 2006) depuis 1990.
Il reçoit le prix Vossajazz (1991) et le titre de « musicien de jazz de l'année » en 1991, décerné par l'Association des musiciens de jazz norvégiens. Il reçoit le prix Buddy en 1995, le prix Radka Toneff Memorial en 2001 et le prix Gammleng dans la catégorie musicien en 2021.

## Discographie

### Albums studio
- 1996 : The Thule Spirit (avec Tobias Sjögren)
- 2002 : Not Goin' Anywhere
- 2006 : Unspoken Songs: 13 Stories for Expanded Duo (avec Tobias Sjögren)
- 2008 : Agbalagba Daada (avec Terje Isungset)
- 2010 : Paradise Residenz
- 2010 : Living Live (avec Green Serene)
- 2010 : Kuára/Psalm and Folk Songs (avec Markku Ounaskari et Samuli Mikkonen)
- 2018 : Interaction (Gisle Myklebust Quartet)

### Singles
- 1998 : I Got You (and You're Mine)/Loving You
- 2001 : Strange Things Happen